# Ново Горажде (община)
Община Ново Горажде (на сръбски: Општина Ново Горажде) е разположена в Република Сръбска, част от Босна и Херцеговина. Неин административен център е село Ново Горажде. Общата площ на общината е 118.66 км2. Населението ѝ през 2004 година е 3095 души.